# Едмунд Кемпер
Едмунд Еміль Кемпер III (англ. Edmund Emil Kemper; нар. 18 грудня 1948, Бербанк, Каліфорнія, США) — американський серійний вбивця. Після умовно-дострокового звільнення після вбивства бабусі та дідуся по батьковій лінії, його жертвами, з вересня 1972 року по квітень 1973 року, стали шість студенток коледжу, а потім він убив рідну матір і її найкращу подругу. Кемпера прозвали Вбивцею Ко-ед, оскільки більшість його жертв були студентки коледжу, які подорожували автостопом в околицях округу Санта-Крус, Каліфорнія. Він відомий своїм зростом 2,06 метри (6 футів 9 дюймів) й інтелектом (IQ 145). Більшість його вбивств включали некрофілію, обезголовлення, четвертування та з поодинокими випадками зґвалтувань.
Народився в Бербанку, Каліфорнія, Кемпер мав важке дитинство. Його батьки розлучилися, коли він був маленьким; у дитинстві він переїхав до Монтани зі своєю матір'ю Кларнелл, яка тримала Кемпера замкненим у підвалі з щурами. Він утік до батька, але залишився в Норт-Форку, штат Каліфорнія, у дідуся з бабусею по батьковій лінії, яких убив на Різдво 1963 року у віці 15 років. Після вбивств судові психіатри діагностували у підлітка параноїдну шизофренію та засудили до перебування у лікарні штату Атаскадеро як неосудного неповнолітнього.
21-річного Кемпера звільнили після того, як він переконав лікарів, що виправився і став безпечним. Він здійснював вбивства молодих автостопниць у відлюдних місцях, заманюючи їх у свій автомобіль, трупи привозив додому, щоб обезголовити, розчленувати та зґвалтувати. Також Кемпер убив свою матір та її подругу, після чого здався.
1973 року Кемпера визнали осудним і винним, обвинувачений вимагав смертної кари. На той час у Каліфорнії призупинили виконання таких покарань, він отримав вісім довічних ув'язнень. Відтоді він перебуває у в'язниці в Каліфорнійській медичній установі у Вакавіллі.
За жахливого збігу обставин для жителів району Санта-Крус злочини Кемпера та Герберта Малліна припадають на один і той же період з 1972 по 1973 роки, додавши плутанини в розслідування. Їх заарештовали одного за одним через кілька тижнів, їхня кількість жертв становила 21 особа.

## Раннє життя
Едмунд Еміль Кемпер III народився в Бербанку, штат Каліфорнія, 18 грудня 1948 року. Він був середньою дитиною та єдиним сином Кларнелл Елізабет Кемпер (уроджена Стейдж, 1921—1973) та Едмунда Еміля Кемпера-молодшого (1919—1985). Едмунд-молодший був ветераном Другої світової війни, який після війни займався випробуванням ядерної зброї на Тихоокеанському полігоні, а потім повернувся до Каліфорнії, де працював електриком. Кларнелл часто скаржилася на його «чорну» роботу. Пізніше Едмунд-молодший заявив, що "самогубці під час війни та випробування атомної бомби були ніщо в порівнянні з життям з [Кларнелл], і що вона вплинула на нього «більше, ніж триста дев'яносто шість днів і ночей боїв на фронті».
Новонароджений Кемпер важив 5,9 кг (13 фунтів) і до чотирьох років був на голову вищий за своїх однолітків. Маленьким він демонстрував антисоціальну поведінку: катував комах і жорстоко поводився з тваринами. Десятирічним він живцем закопав домашнього кота; як тільки той помер, хлопчик викопав його, обезголовив і встановив голову на вістря. Кемпер пізніше заявив, що отримав задоволення від того, що успішно збрехав своїй родині про вбивство кота. У віці 13 років він убив іншого домашнього кота, бо сестра Аллін Лі Кемпер (1951 р.н.) надавала перевагу тварині, а не йому; частини кота він зберігав у своїй шафі, поки мати не знайшла їх.
У Кемпера було темне фантазійне життя. Він проводив обряди з ляльками молодшої сестри, кульмінацією яких була видалення їхніх голів і рук; одного разу, коли старша сестра, Сьюзен Г'ю Кемпер (1943—2014), дражнила його та запитала, чому він не спробував поцілувати свою вчительку, він відповів: «Щоб її поцілувати, мені доведеться спершу її вбити». Він також пригадував, що в дитинстві він тікав з будинку, озброївшись багнетом батька, йшов до вчительки другого класу, щоб спостерігати за нею через вікна. У пізніх інтерв'ю він заявив, що одними з його улюблених ігор у дитинстві були «Газова камера» та «Електричний стілець»: він просив свою молодшу сестру зв'язати його та натиснути уявний вимикач, потім він перекидався та звивався на підлозі, вдаючи, що його страчують шляхом вдихання газу чи електричним струмом. У дитинстві він пережив передсмертний досвід: одного разу старша сестра намагалася штовхнути його перед потягом, а іншого штовхнула його в глибоку частину басейну, де він ледь не потонув.
Кемпер мав тісні стосунки зі своїм батьком і був дуже спустошений, коли батьки розлучилися у 1957 році. Вихованням займалася Кларнелл у Гелені, Монтана. У нього були дуже складні стосунки з матір'ю: невротичною, владною алкоголічкою, яка постійно принижувала, ображала та жорстоко поводилася з ним. Кларнелл часто змушувала сина спати в замкненому підвалі, бо боялася, що він зашкодить своїм сестрам, регулярно глузувала з його великого розміру: до 15 років його зріст був 193 см (6 футів 4 дюйми) і у телефонній розмові з батьком Кемпера висміяла як «справжнього дивака», не знаючи, що син підслуховував. Вона не проявляла ніжність через побоювання, що «перетворить його на гея», і сказала юному Кемперу, що він нагадує їй його батька та жодна жінка ніколи не покохає його. Пізніше Кемпер описав її як «хвору злу жінку». Припускають, що вона страждала від емоційно нестабільного розладу особистості.
У 14 років Кемпер втік з дому до Ван Найс, Каліфорнія, щоб помиритися з батьком. Там він дізнався, що батько одружився вдруге і в нього з'явився син. Кемпер недовго залишався там, його відправили до бабусі та дідуся по батьковій лінії на ранчо в передгір'ях Сьєрра-Невади, у двох милях на захід від Норт-Форка. Кемпер ненавидів жити в Норт-Форку; він описав свого дідуся як «недоумкуватим» і сказав, що його бабуся «постійно вихолощувала мене та мого діда». Він ненадовго подружився з Девідом «Майком» Дозьєром, який жив неподалік і був приблизно такого ж віку. За словами Дозьєра та його матері Елени, він перестав проводити час з Кемпером, якого він називав «Гаєм», після того, як у них зникли кіт і наволочка. Дозьєри відмовилися від будь-якої інформації про те, що сталося з котом і наволочкою. З цікавості, він подарував своїй майбутній дружині п'ятдесят центів, у якій Кемпер висвердлив око орла.

## Перші вбивства

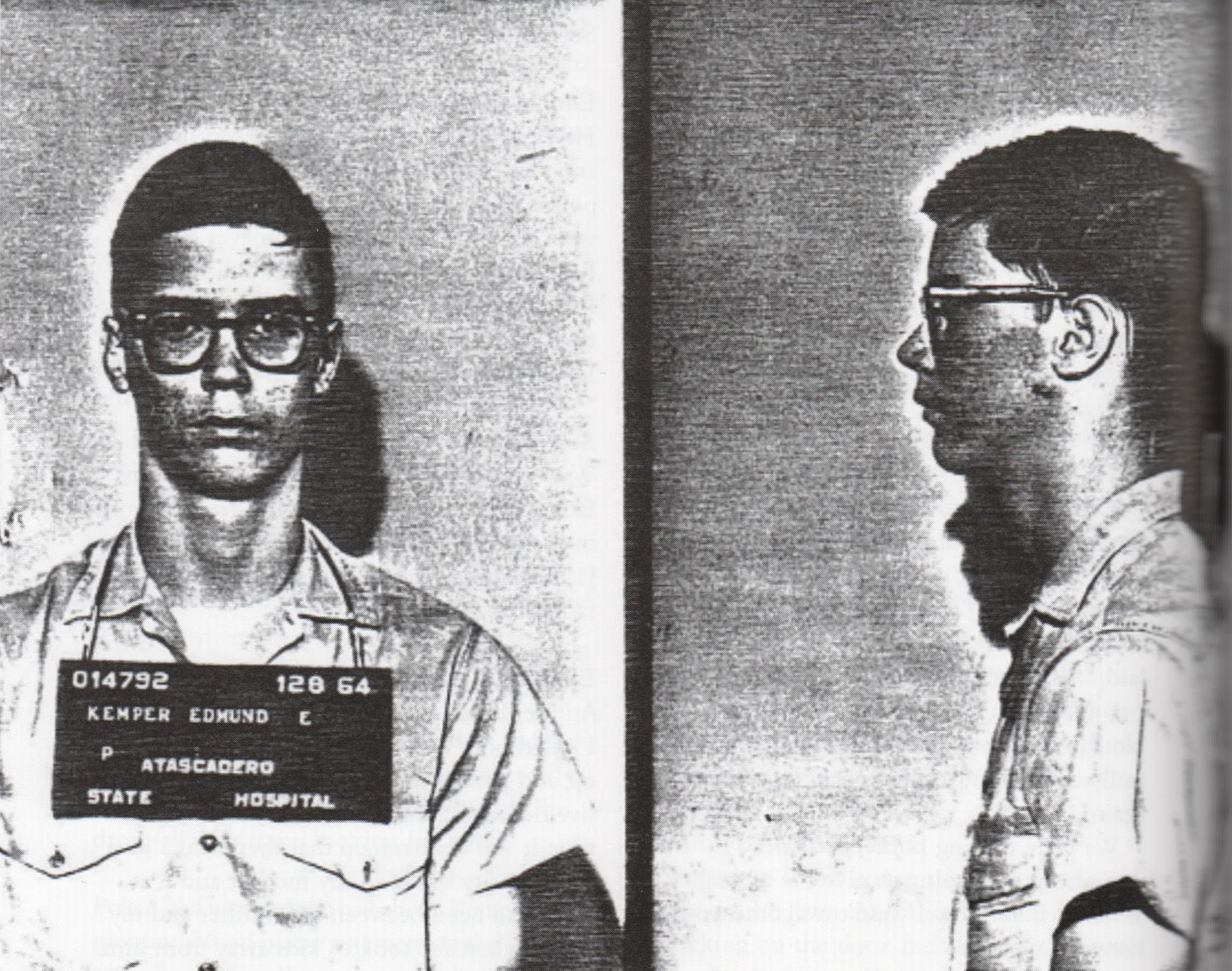
Едмунд Кемпер після свого арешту в серпні 1964

27 серпня 1964 року між 15-річним Кемпером і його бабусею Мод Матильдою Г'ю Кемпер (нар. 1897) відбулася сварка. Розлючений Кемпер дістав гвинтівку, яку дід подарував йому для полювання, але згодом забрав через те, що хлопець без потреби стріляв у тварин. На кухні підліток смертельно влучив в голову бабусі, а потім ще двічі вистрілив їй у спину. Останніми словами жінки були: «Ой, краще б вам більше не стріляти в птахів». У деяких звітах згадується, що після смерті вона отримала численні ножові поранення кухонним ножем. Коли дід, Едмунд Еміль Кемпер-старший (нар. 1892), повернувся з продуктового магазину, Кемпер застрелив його на подвір'ї біля автомобіля. Він не знав, що робити далі, тому зателефонував своїй матері, яка порадила звернутися до місцевої поліції. Кемпер так і зробив, а потім чекав, доки його не взяли під варту.
Після арешту Кемпер сказав, що він «лише хотів побачити, як це — вбити свою бабусю», і пояснив, що вбив дідуся, щоб той не дізнаватися, що його дружина мертва, і не сердився через це. Психіатр Дональд Лунд, який брав інтерв'ю у Кемпера в дорослому віці, писав: «У такий спосіб він помстився за те, що його відторгнули батько та мати». Злочини Кемпера були визнані незрозумілими для 15-річного підлітка, судові психіатри діагностували йому параноїдну шизофренію. Його відправили до державної лікарні Атаскадеро, установи суворого режиму в окрузі Сан-Луїс-Обіспо, де перебувають психічно хворі засуджені.

### Ув'язнення
В Атаскадеро психіатри та соціальні працівники Каліфорнійської колонії для неповнолітніх не погодилися з діагнозами судових психіатрів. У своїх звітах вони зазначили, що у Кемпера «немає вихору ідей, жодного обмеження думок, жодних проявів маячення чи галюцинацій і жодних ознак дивного мислення». Вони також помітили, що він розумний і здатний до самоаналізу. Початкове тестування показало, що його IQ становив 136, на два стандартні відхилення вище середнього. Кемперу поставили повторний діагноз — менш важкий стан — «порушення рис особистості, пасивно-агресивний тип». Згодом в Атаскадеро він пройшов ще один тест IQ, який показав вищий результат — 145.
Своєю зразковою поведінкою Кемпер прихилив до себе психіатрів, вони навчили його проводити психіатричні тести іншим ув'язненим. Пізніше один із його лікарів сказав: «Він був дуже хорошим працівником[,] і це не типово для соціопата. Він справді пишався своєю роботою». Перебуваючи в Атаскадеро, Кемпер також став членом Юнацької палати США, і стверджував, що розробив «кілька нових тестів і кілька нових шкал Міннесотського багатопрофільного опитувальника особистості», зокрема «Шкалу явної ворожості». Після свого другого арешту Кемпер сказав, що можливість зрозуміти, як функціонують ці тести, дозволила йому маніпулювати психіатрами, визнаючи, що він багато чого навчився від сексуальних злочинців, яких він тестував; наприклад, вони сказали йому, що краще вбити жінку після зґвалтування, щоб не залишити свідків.

## Звільнення та час між вбивствами
18 грудня 1969 року, у свій 21-й день народження, Кемпера умовно-достроково звільнили з Атаскадеро. Всупереч рекомендаціям психіатрів у лікарні його відпустили під опіку матері Кларнелл — яка вийшла заміж повторно, взяла прізвище Страндберг, а потім розлучилася в Аптосі, Каліфорнія, у кількох хвилинах звідки вона працювала помічником з адміністративних питань в Університеті Каліфорнії у Санта-Крусі. Пізніше Кемпер довів психіатрам, що він пройшов реабілітацію, 29 листопада 1972 року медичні записи про перебування у лікарні та судимість були остаточно видалені. В останньому звіті психіатрів, у яких він був на випробувальному терміні, було зазначено:
|  | Якби я оглянув цього пацієнта, не маючи ніякої доступної історії хвороби або не отримав її від нього, я б подумав, що ми маємо справу з дуже добре пристосованою молодою людиною, яка володіла ініціативою, розумом і яка була вільна від будь-яких психічних хвороб... Я вважаю, що він дуже добре зреагував на роки лікування та реабілітації, і я не бачу ніяких психіатричних причин вважати його небезпечним для нього самого чи для будь-якого члена суспільства... [та] оскільки це може дати йому більше свободи, як дорослому, для розвитку свого потенціалу, я б визнав розумним вилучення медичних записів назавжди |

Залишаючись з матір'ю, Кемпер навчався в громадському коледжі відповідно до умов умовно-дострокового звільнення та сподівався стати поліцейським, проте йому було відмовлено через його зріст — на момент звільнення з Атаскадеро він був 2,06 м (6 футів 9 дюймів). За це він отримав прізвисько «Великий Ед». Попри відмову потрапити в лави поліції Кемпер підтримував зв'язок з офіцерами Санта-Крус і став, за його словами, «дружньою причепою» у барі під назвою «Jury Room», популярному місці для місцевих копів.
Кемпер працював на низці чорних робіт, перш ніж отримати місце у Відділі автомобільних доріг штату Каліфорнія (тепер відомому як Департамент транспорту Каліфорнії). Протягом цього часу його стосунки з Кларнелл залишалися токсичними та ворожими, вони постійно сварилися, які часто чули сусіди. Пізніше Кемпер описав тодішні стосунки:
|  | Ми одразу з матір'ю вступили у просто жахливі битви, просто страшні битви, жорстокі та жорсткі. Я ніколи не з ким не вступав у таку жорстку словесну баталію. З чоловіком справа дійшла б до бійки, але це була моя мати, і я не міг думати про те, що ми з матір'ю займаємося подібними речами. Вона постійно вимагала чогось і наполягала зробити якісь дурниці. Я пам'ятаю, як зривало дах через обговорення, чи варто мені чистити зуби |

Накопичивши достатньо грошей, Кемпер переїхав жити до друга в Аламіду. Він скаржився, що не може втекти від матері, оскільки вона регулярно дзвонить йому та приїздить без попередження. Через фінансові труднощі він часто повертався до квартири матері в Аптосі. На пляжі Санта-Крус Кемпер зустрів ученицю середньої загальноосвітньої школи Терлока, з якою він заручився в березні 1973 року. Заручини були розірвані після другого арешту Кемпера. Батьки нареченої попросили не розголошувати її ім'я.
Того ж року, якого він почав працювати у Відділі автомобільних доріг, Кемпера збила машина, коли той їхав на новому мотоциклі. Він отримав сильну травму руки. За цивільним позовом проти водія він виграв 15 000 доларів компенсації (враховуючи інфляцію близько 90 000 доларів у 2019 році). Роз'їжджаючи на Ford Galaxie 1969 року випуску, який був куплений на частину своїх грошової компенсації, він помітив велику кількість молодих жінок, які подорожували автостопом, Кемпер почав складати поліетиленові пакети, ножі, ковдри та наручники у свою машину. Він почав підбирати молодих жінок і мирно відпускати. За словами Кемпера, він підібрав близько 150 таких автостопниць, перш ніж відчути сексуальний потяг вбивці та почати діяти.

## Пізніші вбивства
У період з травня 1972 року по квітень 1973 року Кемпер убив вісім людей — усі жінки. Він підбирав студенток, які подорожували автостопом, відвозив їх у віддалені райони, де стріляв, колов, душив закриваючи рот і ніс або стискаючи руки на шиї. Після цього він привозив тіла додому, де обезголовлював, здійснював іррумацію, вступав у статевий акт з трупами, а потім розчленовував.
За 11 місяців Кемпер убив п'ятьох студенток коледжу, одну старшокласницю, свою матір і її найкращу подругу. Кемпер заявив в інтерв'ю, що він часто шукав жертв після сварок з матір'ю, а також через відмови познайомити його з жінками з університету, де вона працювала. Він згадував: «Вона казала: „Ти такий же, як твій батько. Ти не заслуговуєш на те, щоб з ними знайомитись“. Психіатри та сам Кемпер стверджували, що молоді жінки були замінниками його кінцевої мішені: його матері.

### Мері Енн Песе та Аніта Лучесса

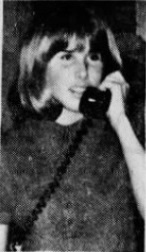
Аніта Лучесса

7 травня 1972 року дорогою до Берклі Кемпер підібрав двох 18-річних студенток Державного університету в Фресно, Мері Енн Песе та Аніту Мері Лукессу, які подорожували автостопом і прямували до Стенфордського університету. Без попередження він завіз пасажирок у відлюдну лісисту місцевість поблизу Аламеди, з якою він був знайомий по роботі в Департаменті автомобільних доріг. Там він одягнув наручники на Песе, Лучессу закрив у багажнику, потім наніс ножові поранення і задушив Песе, згодом убивши Лучессу таким же чином. Пізніше Кемпер зізнався, що надягаючи на Песе наручники, він „торкнувся однієї з її грудей тильною стороною [своєї] руки, і це збентежило [його]“, додавши, що він сказав: „Ой, вибач“ або щось у цьому дусі». Попри це, за кілька хвилин він убив її.
Кемпер поклав тіла жінок у багажник свого Ford Galaxie та повернувся до квартири. По дорозі його зупинив поліцейський через розбитий ліхтар, але трупів в машині він не виявив. Сусіда Кемпера по кімнаті не було вдома, тому він забрав тіла у квартиру, сфотографував оголені трупи та вступив з ними в статевий акт, а потім розчленував. Він склав частини тіла в пластикові пакети, які пізніше викинув біля гори Лома-Прієта. З відрубаними головами Пеше та Лучесси Кемпер здійснив іррумацію, а потім викинув в яр. Череп Песе був знайдений на горі Лома-Прієта у серпні того ж року. Широкий пошук не зміг виявити решту останків Песе чи слід Лучесси.

### Айко Ку
Увечері 14 вересня 1972 року Кемпер підібрав 15-річну студентку танців Айко Ку, яка вирішила скористатися автостопом після того, як спізнилася на автобус. Він завіз її у віддалену місцевість, де поцілив в неї пістолетом, але випадково закрив машину, залишивши дівчину всередині. Попри те, що зброя все ще була в машині, Ку впустила його назад у машині він придушив її до втрати свідомості, зґвалтував і вбив.
Згодом Кемпер поклав тіло в багажник і поїхав випити у найближчому барі, потім повернувся додому. Він зізнався, що після виходу з бару відкрив багажник і «милувався [своїм] уловом, як рибалка». У квартирі він вступив у статевий акт з трупом, розчленував і позбувся останків так само як і попередніх двох жертв. Мати Ку повідомила поліцію про зникнення доньки, розклеїла сотні листівок із проханням надати інформацію, але не отримала жодної відповіді щодо місцеперебування чи статусу своєї дочки.

### Сінді Шолл
7 січня 1973 року на території кампусу коледжу у Кабрілло Кемпер, який у той час жив у матері, підібрав 18-річну студентку Синтію Енн «Сінді» Шолл. У лісосмузі він вбив її пістолетом калібру .22, тіло поклав у багажник. Всю ніч тіло пролежало у шафі в його кімнаті. Наступного ранку, коли мати пішла на роботу, він вступив у статевий акт з трупом, вийняв кулю з нього, а потім розчленував і обезголовив її у ванні.
Кемпер зберігав відрубану голову Шолл протягом кількох днів, регулярно здійснюючи іррумацію, а потім поховав її в саду своєї матері обличчям до її спальні. Після арешту він заявив, що зробив це тому, що його мати «завжди хотіла, щоб на неї рівнялися». Решту останків він скинув зі скелі. Протягом наступних кількох тижнів усі частини тіла Шолл, окрім голови та правої руки, були виявлені та «зібрані разом, як моторошна головоломка». Патологоанатом встановив, що Шолл розчленували електропилою.

### Розалінд Торп і Еллісон Лю
5 лютого 1973 року після бурхливої сварки з матір'ю Кемпер вирушив у пошуку можливих жертв. Через серійні вбивства автостопниць у районі Санта-Крус студентам порадили їздити лише на автомобілях з університетськими наклейками. Кемперу вдалося отримати таку, оскільки його мати працювала в коледжі. Він зустрів 23-річну Розалінд Гізер Торп і 20-річну Еліс Гелен «Еллісон» Лю в кампусі УКСК. За словами Кемпера, Торп сіла в машину першою, підбадьорюючи приєднатися Лю. Спочатку він застрелив з пістолета Торп, а потім Лю, їхні тіла загорнув у ковдри.
Кемпер знову приніс тіла жертв до будинку матері; цього разу він обезголовив їх у машині, безголові трупи залишив у будинку, щоб вчинити з ними статевий акт. Після цього він розчленував тіла, вийняв кулі, щоб запобігти впізнання, і викинув останки наступного ранку. Через тиждень деякі частини були знайдені в Еденському каньйоні, а інші біля автошляху 1 у березні.
Коли його запитали, чому він обезголовлював своїх жертв, він пояснив: «Фантазії про карколомні подорожі були трохи схожі на приз. Ви знаєте, голова — це все, де знаходиться мозок, очі, рот. Ось така людина. Я пам'ятаю, як мені в дитинстві казали, що коли відрізаєш голову, тіло помирає. Тіло без голови ніщо… ну, це не зовсім так, у тілі дівчини залишається багато чого і без голови».

### Кларнелл (Кемпер) Страндберг і Саллі Галлетт
20 квітня 1973 року 52-річна Кларнелл Елізабет Страндберг своїм поверненням додому з вечірки розбудила сина. Вона сиділа в ліжку і читала книгу, Кемпер увійшов до її кімнати, мати сказала йому: «Я думаю, ти зараз захочеш сидіти всю ніч і говорити». Кемпер відповів: «Ні, добраніч». Він дочекався, поки вона засне, а потім прокрався до кімнати, вдарив молотком-обценьком, а горло перерізав канцелярським ножем. Після цього він обезголовив тіло, здійснив іррумацію, а потім використав голову як дошку для дартсу. Кемпер заявив, що «поклав [її голову] на полицю і кричав на неї протягом години… кидав у неї дротики» і, зрештою, «розбив їй обличчя». Він вирізав їй язик і гортань, які кинув у подрібнювач харчових відходів. Однак подрібнювач не впорався та викинув їх у раковину. «Це здавалося на стільки доречним, з огляду на те, скільки років вона цькувала, кричала та верещала на мене», — пізніше сказав Кемпер.
Кемпер сховав труп в шафі та пішов випити у найближчий бар. Повернувшись, він запросив найкращу подругу своєї матері, 59-річну Сару Тейлор «Саллі» Галлетт на вечерю та подивитися фільм. Він її задушив, щоб розказувати, що матір з подругою поїхала у відпустку. Труп Галлетт зберігався у шафі. Кемпер прибрав усі ознаки злочину, а поліцейським залишив записку:
|  | Приблизно 5:15 ранку суботи. Їй більше не треба страждати від рук цього жахливого "М'ясника-вбивці". Це був швидкий сон - як я і хотів. Без бруду та недоробки, джентльмени. Просто "відсутність часу". У мене є справи!!! |

Кемпер втік з місця події. Він без зупинок їхав до Пуебло, штат Колорадо, приймаючи таблетки з кофеїном, щоб не спати протягом більш ніж 1000 миль (близько 1600 км). У його машині було три рушниці та сотні патронів, він вважав, що став об'єктом активного переслідування. Не почувши жодних новин по радіо про вбивства матері та Галлетт, у Пуебло він викликав поліцію з телефонної будки. Він зізнався у двох останніх вбивствах, але у поліції не сприйняли дзвінок серйозно та сказали передзвонити пізніше. Через кілька годин Кемпер подзвонив знову, попросивши поговорити з офіцером, якого він особисто знав. Йому він зізнався у вбивстві матері та її подруги та дочекався прибуття правоохоронців. Перебуваючи під вартою, Кемпер також зізнався у вбивствах шістьох студенток.
В одному з пізніх інтерв'ю його запитали, чому він здався, Кемпер сказав: «Початкова мета зникла… Це не служило жодній фізичній, реальній чи емоційній меті. Це була просто марна трата часу… Емоційно я не міг довго витримати це. Ближче до кінця я почав відчувати безглуздість усієї цієї клятої справи, і на межі виснаження, знесилля, я просто послав це „до біса“ і все припинив».

## Суд

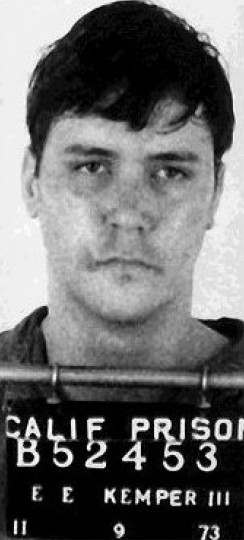
Знімок Кемпера 9 листопада 1973 року

7 травня 1973 року Кемперу було висунуто звинувачення у вбивствах першого ступеня за вісьмома пунктами. Йому призначили головного громадського захисника округу Санта-Крус, адвоката Джима Джексона. Завдяки повному та детальному зізнанню Кемпера, єдиним виходом для його адвоката було визнати обвинувачуваного невинним через неосудність. Під вартою Кемпер двічі намагався покінчити життя самогубством. Суд над ним відбувся 23 жовтня 1973 року.
Троє призначених судом психіатрів визнали Кемпера осудним. Психіатр, доктор Джоел Форт, дослідив його записи підліткової судимості та діагноз про колишню психотичність. Форт опитав Кемпера, включно з використанням сироватки правди, і передав суду, що Кемпер займався канібалізмом, він нарізав м'ясо з ніг жертв, а потім готував смужки м'яса у каструлі та споживав. Однак, Форт зазначив, що Кемпер повністю усвідомлював кожен випадок, і заявив, що він насолоджувався перспективою ганьби, пов'язаної з ярликом вбивці. Пізніше Кемпер відмовився від зізнань у канібалізмі.
За стандартом М'Нагтена, який використовувався у Каліфорнії, «у разі захисту на підставі неосудності має бути чітко доведено, що під час вчинення діяння обвинувачений страждав через брак розуму, душевну хворобу, і не знав характеру та особливостей вчинку, який він здійснив; або, якщо він і знав це, то не знав, що робив щось неправильне». Схоже, що Кемпер знав, що його дії були неправильними, і вони мали ознаки злого наміру. 1 листопада Кемпер виступив перед судом. Він засвідчив, що вбив жертв, тому що хотів володіти ними «як своєю власністю», він спробував переконати присяжних, що був божевільним, ґрунтуючись на тому, що такі дії могли бути вчинені лише кимось із вадами розуму. Він сказав, що в його тілі жили дві істоти, коли особистість вбивці заволодівала ним, це було «схоже на втрату свідомості».
8 листопада 1973 року обговорення журі з шести чоловіків і шести жінок тривало п'ять годин. Кемпера визнали осудним і винним за всіма пунктами. Він просив смертної кари, вимагаючи «смерті тортурами». Однак Верховний суд Каліфорнії ввів мораторій на смертну кару, він отримав від семи років додовічного ув'язнення за кожним пунктом звинувачення, його направили до Каліфорнійської медичної установи у Вакавіллі.

## Ув'язнення
У Каліфорнійській медичній установі Кемпера розмістили у тому ж тюремному блоці, де перебували інші відомі злочинці, такі як Герберт Маллін і Чарлз Менсон. Кемпер проявляв особливу зневагу до Малліна, який скоїв свої вбивства в той самий час і в тому ж районі, що й Кемпер. Він описав Малліна як «холоднокровного вбивцю… який вбиває всіх, кого бачить, без вагомої причини». Кемпер маніпулював і фізично залякував Малліна, який був на багато нижчим за нього (1,75м). Кемпер заявив, що «[Маллін] мав звичку співати та турбувати людей, коли вони намагалися дивитися телевізор, тому я обливав його водою, щоб заткнути рот. Потім, коли він був хорошим хлопчиком, я давав йому арахіс. Гербі любив арахіс. Це було ефективним, бо незабаром він просив дозволу заспівати. Це називається процедура зміни поведінки».
Кемпер вважався взірцевим в'язнем. Він відповідав за планування приймання до психіатрів інших ув'язнених і був досвідченим майстром з виготовлення керамічних чашок. Він також плідно начитував аудіокниги для сліпих; у статті «Лос-Анджелес Таймс» 1987 року говорилося, що він був координатором тюремної програми та особисто провів понад 5000 годин, начитуючи книги, створивши кілька сотень записів. Кемпера звільнили у 2015 році після того, як він пережив інсульт і його визнали інвалідом за медичними показаннями. У 2016 році він отримав перший звіт про порушення правил за відмову надання зразка сечі.

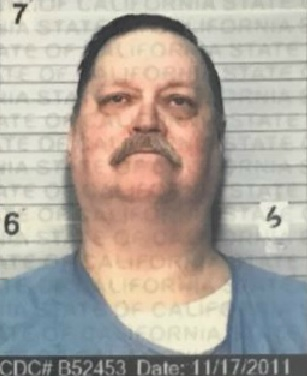
Кемпер 17 листопада 2011 року

Перебуваючи у в'язниці, Кемпер брав участь у ряді інтерв'ю, зокрема для фрагменту документального фільму «Вбиваючи Америку» 1982 року, а також з'явився в документальному фільмі 1984 року «Вбивство: Без видимих причин». Його інтерв'ю сприяли розумінню свідомості серійних вбивць. Криміналіст ФБР Джон Дуглас описав Кемпера як «одного з найрозумніших» в'язнів, у якого він брав інтерв'ю, він здатний на «рідкісну прозорливість як для жорстокого злочинця». Крім того, додав, що йому особисто подобається Кемпер, називаючи його «приязним, відкритим, чуйним [і] з хорошим почуттям гумору».
Кемпер відкрито розповідає про природу своїх злочинів і заявив, що брав участь в інтерв'ю, щоб врятувати таких же, як він, від убивства. Наприкінці свого інтерв'ю «Вбивство: Без видимих причин» він сказав: «Хтось за цим спостерігає, але не зробив цього — не вбивав людей, але хоче цього, і бушує всередині, і бореться з цим почуттям, або дуже впевнений, що тримає це під контролем. Їм потрібно з кимось поговорити про це. Довіртесь комусь, щоб сісти й поговорити про щось, що не є злочином; думати так — це не злочин. Робити це — не просто злочин; це жахлива річ. Він не знає, коли зупинитися, і його нелегко зупинити, коли це почнеться». У 1991 році він давав інтерв'ю французькому письменнику Стефану Бургуену.
Вперше Кемпер отримав право на умовно-дострокове звільнення в 1979 році. Того ж року йому було відмовлено, наступні відмови були у 1980, 1981 та 1982 роках. Згодом він відмовився від свого права на слухання в 1985 році. Йому було відмовлено в умовно-достроковому звільненні на слуханнях у 1988 році, де він сказав: «Суспільство не готове до мене ні в якій формі. Я не можу його за це звинувачувати». Йому знову було відмовлено в умовно-достроковому звільненні в 1991 та 1994 роках. Він відмовився від свого права на слухання в 1997 та 2002 роках. Він був присутній на наступному слуханні 2007 року, де йому знову відмовили в умовно-достроковому звільненні. Прокурор Аріадна Саймонс сказала: «Через жахливість його злочинів нам байдуже, наскільки він зразковий ув'язнений». У 2012 році Кемпер знову відмовився від свого права на слухання. У 2017 році йому було відмовлено в умовно-достроковому звільненні, а наступного разу він має право на це у 2024 році.

## Психологія
Під час судового процесу за вбивство своїх дідуся та бабусі судові психіатри діагностували Кемперу параноїдну шизофренію; однак психіатри Каліфорнійської колонії для неповнолітніх і соціальні працівники державної лікарні Атаскадеро не погодилися на тій підставі, що Кемпер не демонстрував «жодного вихору ідей, жодного втручання в мислення, жодного маячення чи галюцинацій і не має жодного доказу дивного мислення» відзначаючи, що він дуже розумний та здатний до самоаналізу. Тому Кемперу повторно поставили діагноз «порушення особистісних рис, пасивно-агресивний тип».
У Каліфорнійському медичному закладі в 1973 році психіатри повторно обстежили Кемпера. Йому знову діагностували антисоціальні, нарцисичні та шизотипічні розлади особистості.

## У популярній культурі
Кемпер вплинув на багато творів кіно та літератури. Він, разом з Едом Ґейном, надихнув на персонажа Баффало Білла в романі Томаса Гарріса «Мовчання ягнят» 1988 року. Як і Кемпер, Білл у підлітковому віці застрелив своїх дідуся та бабусю. Дін Кунц цитував Кемпера як джерело натхнення для персонажа Едглера Весса у своєму романі «Напруження» 1996 року. Персонаж Патріка Бейтмана у фільмі «Американський психопат» 2000 року помилково приписує цитату Кемпера Гейну, кажучи: "Знаєте, що Ед Гейн сказав про жінок?.. Він сказав: «Коли я бачу красиву дівчину, що йде вулицею, я думаю про дві речі. Одна частина мене хоче запросити її куди-небудь, поговорити з нею, бути по-справжньому добрим і милим, поводитися з нею правильно… [інша частина запитує], як виглядала б її голова на палиці».
У 2008 році був випущений фільм жахів під назвою «Кемпер: Вбивця КоЕд», заснований на вбивствах Кемпера. У 2012 році французький письменник Марк Дюген опублікував про нього роман «Авеню гігантів». У трьох епізодах (№ 2, 3 і 10) першого сезону телевізійного драматичного серіалу 2017 року «Мисливець за розумом» від Netflix Кемпера зіграв актор Камерон Бріттон, присвячений дослідженню ФБР божевільних злочинців. За цю роль Бріттон отримав номінацію Прайм-тайм премії «Еммі» як «Найкращий запрошений актор у драматичному серіалі». Крім того, він з'явився в п'ятому епізоді другого сезону.
Кемпер став темою кількох книг, зокрема «Едмунд Кемпер: Справжня історія вбивці Ко-Ед», «Едмунд Кемпер: Справжня історія жорстокого м'ясника Ко-Еда» та «Вбивця Ко-Ед: дослідження вбивств, каліцтв і вбивства матері Едмунда Кемпера III» та інші.
Уривки з інтерв'ю Кемпера були використані в багатьох піснях, зокрема «Love // Hate» Dystopia, «Abomination Unseen» Devourment, «Forever» The Berzerker, «Severed Head» Suicide Commando та «Crave» Optimum Wound Profile. Він згадується в багатьох піснях, таких як «Edmund Kemper Had a Horrible Temper» Macabre, «Fortress» System of a Down, «Temper Temper Mr. Kemper» The Celibate Rifles, «Murder» Seabound, «Killfornia (Ed Kemper)» Church of Misery та «Edmund Temper» Amigo the Devil.

## Рекомендована література
- Cheney, Margaret (1976), The Co-ed Killer, ISBN 0-8027-0514-6
- Douglas, John E.; Olshaker, Mark (1995), Mindhunter, Scribner, ISBN 0-671-52890-4
- Lawson, Christine Ann (2002), Understanding the Borderline Mother: Helping Her Children Transcend the Intense, Unpredictable, and Volatile Relationship, ISBN 0-7657-0331-9
- Lloyd, Georgina (1986), One was Not Enough, ISBN 0-553-17605-6
- Martingale, Moira (1995), Cannibal Killers: The History of Impossible Murderers, ISBN 978-0-312-95604-2
- Ressler, Robert (1992), Whoever Fights Monsters: My Twenty Years Tracking Serial Killers for the FBI, ISBN 978-0-312-30468-3
- Schechter, Harold (2003), The Serial Killer Files: The Who, What, Where, How, and Why of the World's Most Terrifying Murderers, ISBN 0-345-46566-0
- Vronsky, Peter (2004), Serial Killers: The Method and Madness of Monsters, ISBN 0-425-19640-2